# Hydromorphus dunni
Hydromorphus dunni là một loài rắn trong họ Rắn nước. Loài này được Slevin mô tả khoa học đầu tiên năm 1942.